# Bisdom Goya

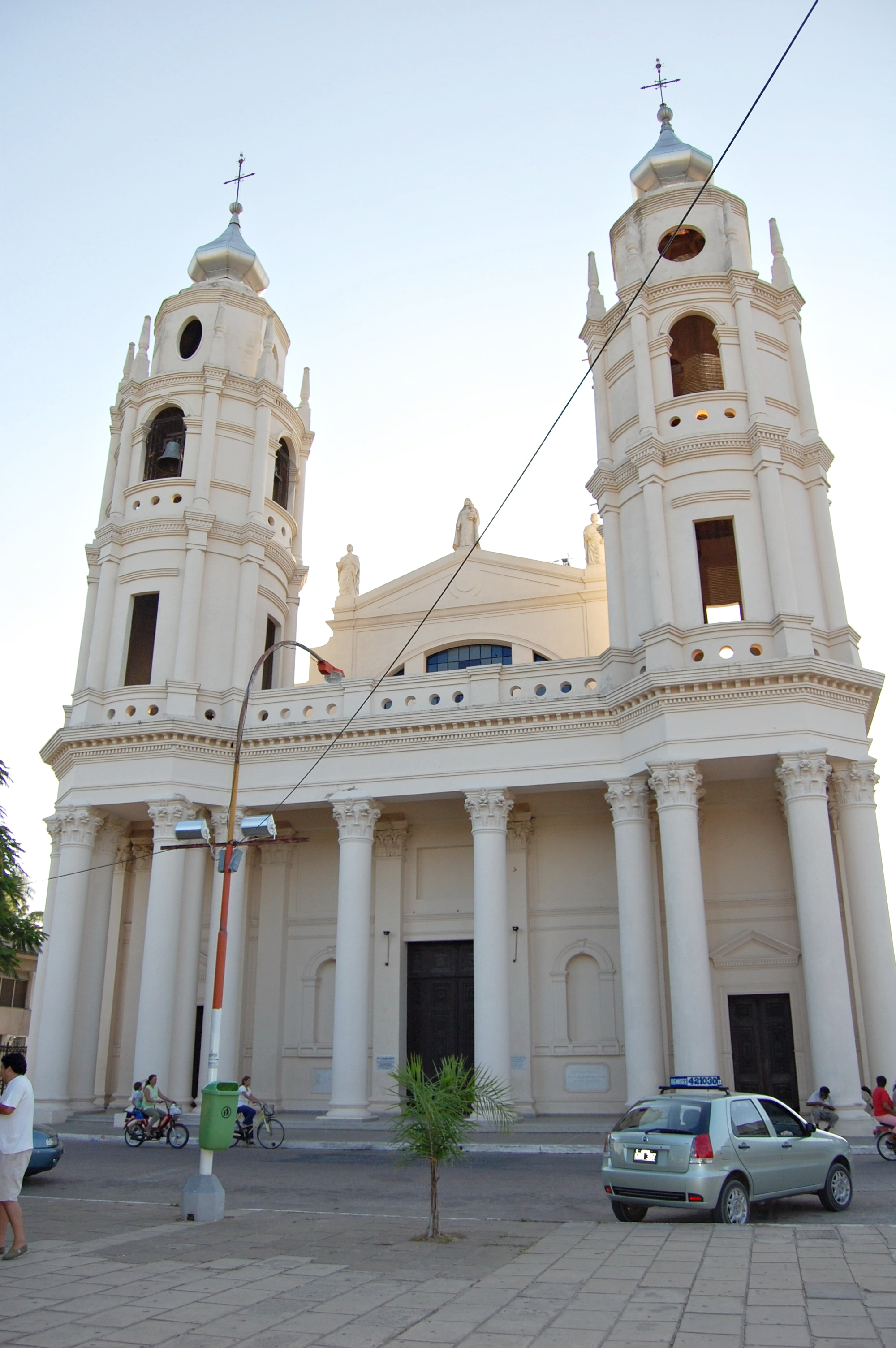
De kathedraal Nuestra Señora del Rosario in Goya

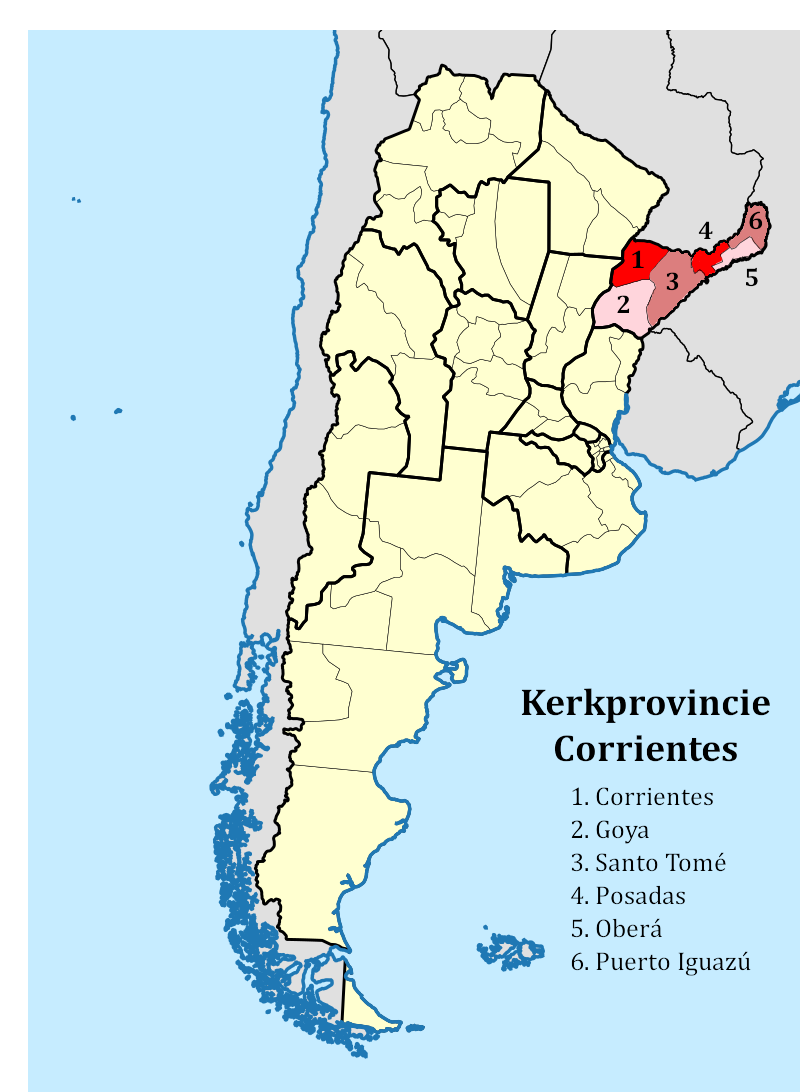
De bisdommen van de kerkprovincie Corrientes

Het bisdom Goya (Latijn: Dioecesis Goyanensis) is een rooms-katholiek bisdom met als zetel Goya in Argentinië. Het bisdom is suffragaan aan het aartsbisdom Corrientes. Het bisdom werd opgericht in 1961.
In 2021 telde het bisdom 23 parochies. Het bisdom heeft een oppervlakte van 33.603 km² en telde in 2021 285.000 inwoners waarvan 92,2% rooms-katholiek waren. 

## Bisschoppen
- Alberto Devoto (1961-1984)
- Luis Teodorico Stöckler (1985-2002)
- Ricardo Oscar Faifer (2002-2015)
- Adolfo Ramón Canecín (2015-)

Corrientes (aartsbisdom) · Goya · Oberá · Posadas · Puerto Iguazú · Santo Tomé